# Storsteinnes
Storsteinnes ist der Verwaltungssitz der Kommune Balsfjord in der Provinz Troms, Norwegen. Es handelt sich um einen sogenannten Tettsted.  Eine evangelisch-lutherische Kapelle befindet sich im Süden des Dorfes.

## Geografie
Storsteinnes liegt am südlichen Ende des Sørkjosen, eines Nebenarms des Balsfjordes. Der Fluss Sagelva fließt durch das Dorf und der See Josefvatnet liegt 2,5 km nordwestlich des Dorfes. In ca. 3 km Entfernung befindet sich die Europastraße E6. Östlich befindet sich das Naturschutzgebiet Sørkjosleira.

## Wirtschaft
In Storsteinnes finden sich eine kleinere Anzahl an verschiedenen Branchen, wobei die Lebensmittelindustrie am wichtigsten ist. Die Tine Meieriet Storsteinnes ist die größte Fabrik zur Ziegenkäseproduktion Norwegens. Dort wurde auch die Eigenmarke Balsfjordost bis zu deren Einstellung 2021 produziert.

## Sehenswürdigkeiten
In Storsteinnes liegen das Balsfjord Fjordmuseum und das Våtmarksenter.

## Trivia
Während der Invasion Norwegens im Jahr 1940 durch das Deutsche Reich und der damit verbundenen Flucht der norwegischen Regierung und des norwegischen Königs Haakon VII. wurde in der Molkerei in Storsteinnes zweimal Staatsrat abgehalten.

## Persönlichkeiten
- Kent-Are Antonsen (* 1995 in Storsteinnes geboren), norwegischer Fußballspieler

## Galerie

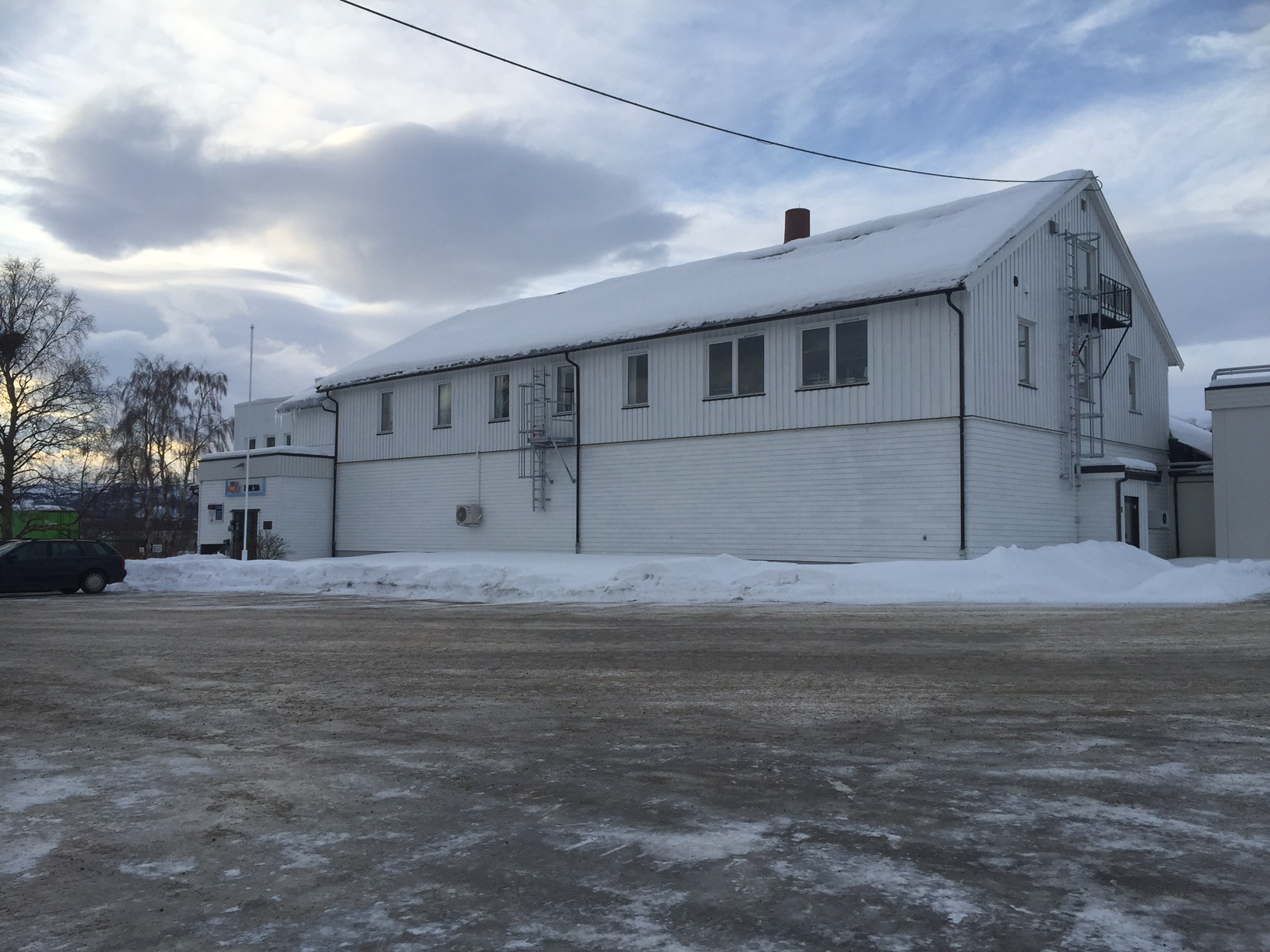
Foto: Lars Petter Folkestad  Molkerei in Storsteinnes
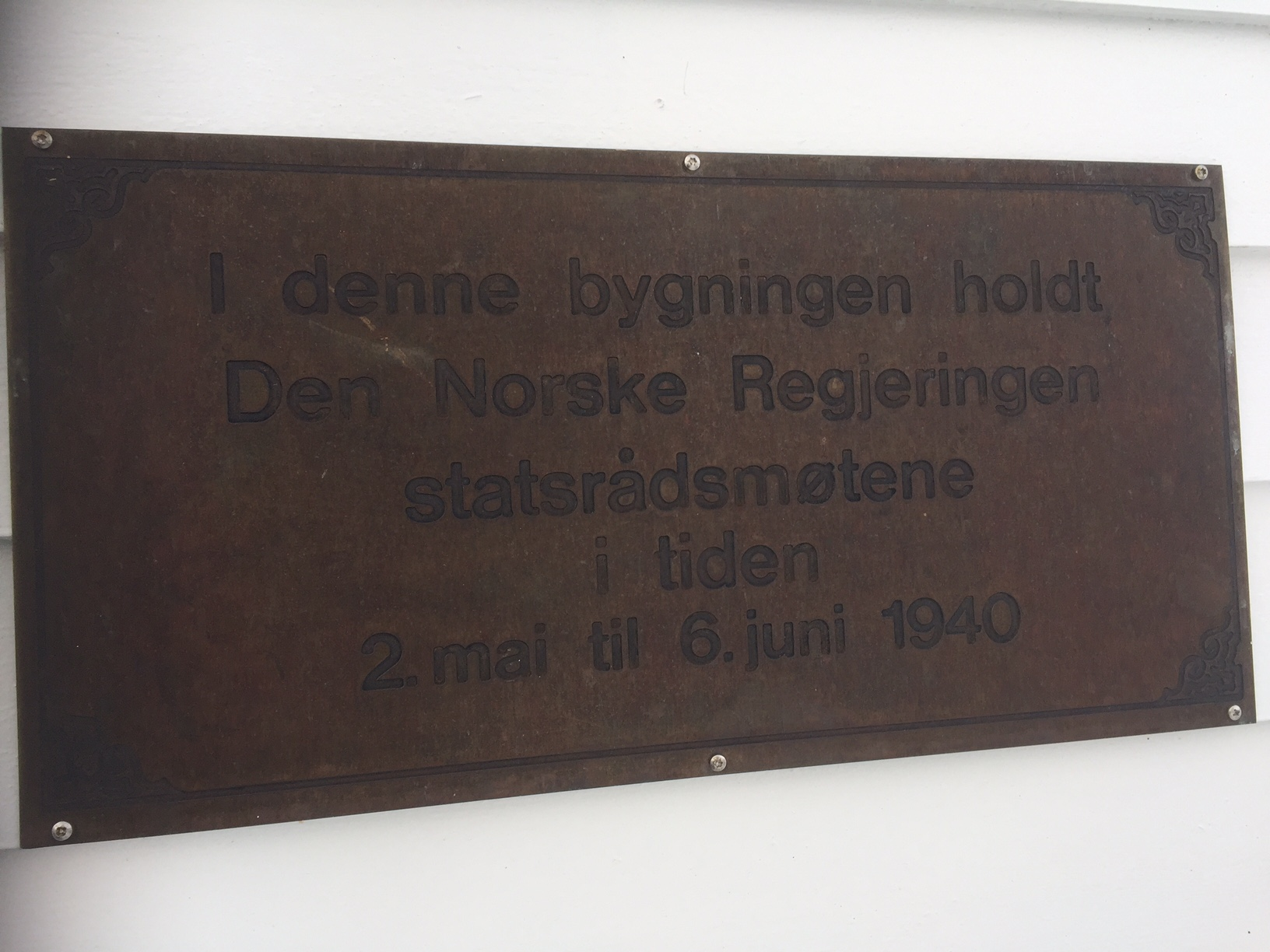
Foto: Lars Petter Folkestad Gedenktafel an der Molkerei